# Formação de ferro bandado

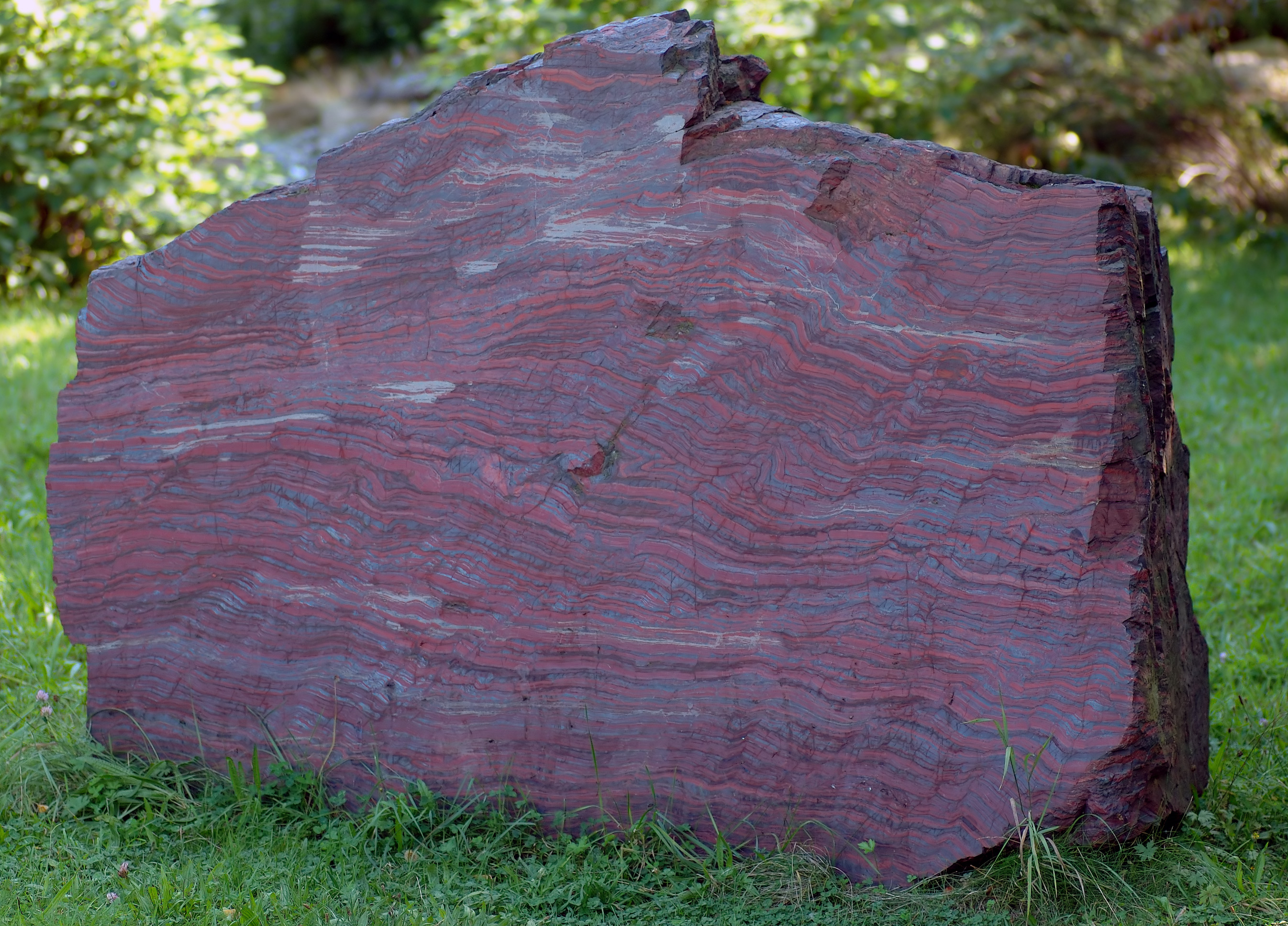
Formações com bandas de ferro com 2.1 mil milhões de anos.

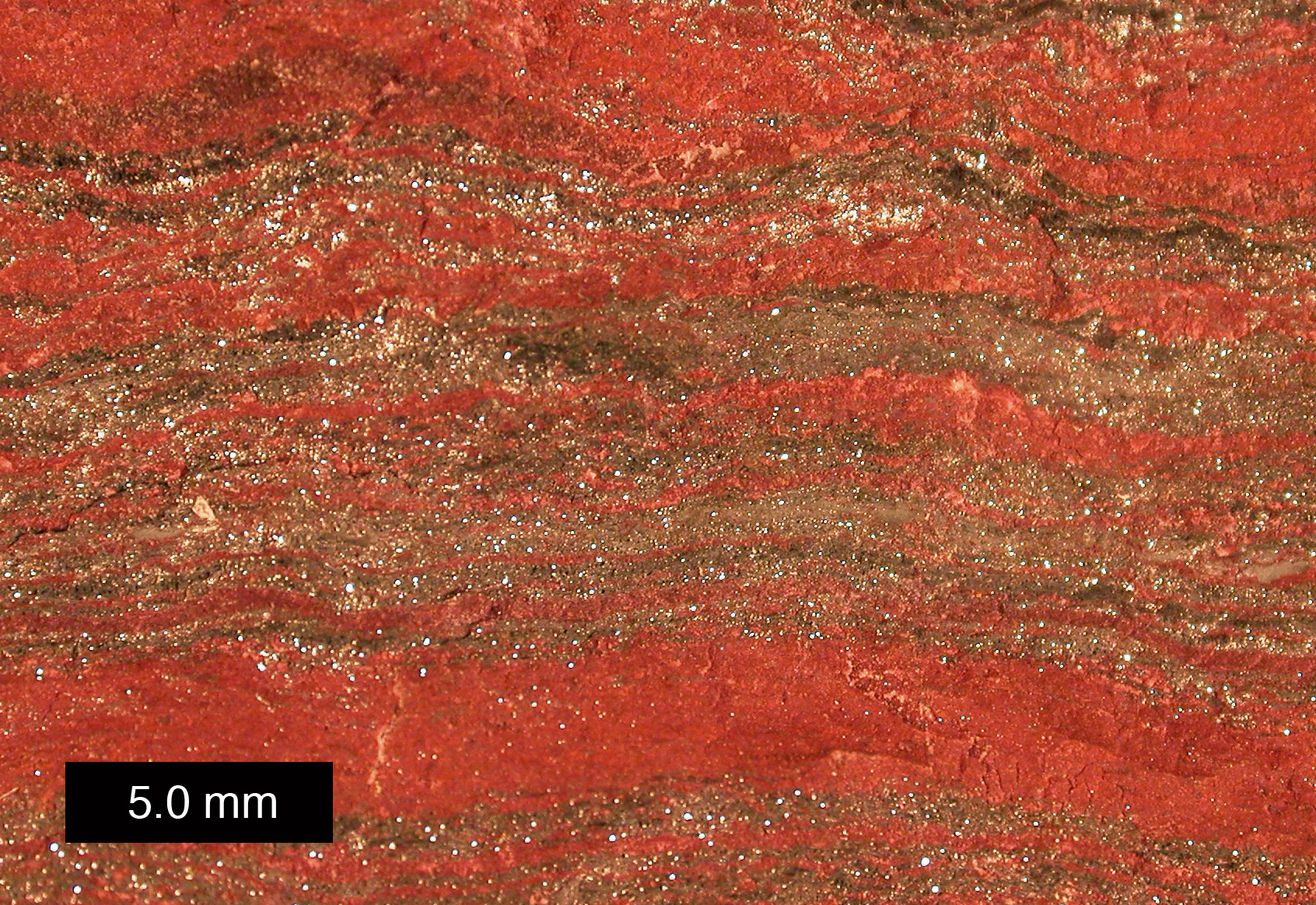
Ampliação de uma formação com bandas de ferro.

Formações de ferro bandado (em inglês Banded iron formations ou BIFs) são um tipo de rochas distintas encontradas em rochas sedimentares do Pré-Câmbricos. Estas estruturas consistem em camadas de minerais de óxido de ferro (magnetite (Fe3O4) ou hematite (Fe2O3)), alternadas com bandas de xisto e sílex.
Algumas das mais antigas formações rochosas do género têm 3 mil milhões de idade. São incomuns formações deste tipo com menos de 1,8 mil milhões de anos de idade, embora existam algumas mais recentes.
Os primeiros BIF aparecem no Arcaico e resultam não como os BIF do Paleozoico em que o ferro dissolvido na água oxida com o oxigénio resultante da fotossíntese dos Estromatólito , mas dos efeitos dos raio U.V (Fe + H2O+ U.V = Fe O.OH + 3H).
São uma fonte importante de minérios de ferro.
Formações ferríferas bandadas são encontradas em dois tipos de depósitos: Algoma e Lago superior. São geradas através da sedimentação química e física de rochas com característica sedimentar e vulcânica (folhelhos e tufos respectivamente). São formados por processos hidrotermais em rochas como pirita (FeS2) pirrotita (FeS).